# Нивки (Борисовський район, Мстижська сільська рада)
Нивки (біл. вёска Ніўкі) — село в складі Борисовського району Мінської області, Білорусь. Село підпорядковане Мстижській сільській раді, розташоване в північно-східній частині області.